# 더블유스코프코리아
더블유스코프코리아 주식회사(영어: W-SCOPE KOREA)는 더블유스코프의 대한민국 법인으로, 자회사로는 WCP가 있다.

## 역사 및 현황
2005년 10월 26일 더블유에이블이라는 사명으로 설립되어, 2008년 2월에 현재의 사명인 더블유스코프코리아로 사명을 변경하였다.